# Agujeros de Luschka
Los agujeros de Luschka son dos orificios situados en los ángulos laterales del cuarto ventrículo en una estrecha relación con el Agujero de Magendie.
Fueron descritos por primera vez por el anatomista alemán Hubert von Luschka.

## Anatomía y fisiología
Dan paso a vasos sanguíneos de la piamadre que entrando en la cavidad ventricular, se arborizan, constituyendo los plexos coroides; estos agujeros también constituyen un papel fundamental en la circulación del líquido cefalorraquídeo drenando el líquido hacia la médula espinal y hacia la aracnoides craneal subiendo por detrás del cerebelo.